# ام‌ایکس پلیر
ام‌ایکس پلیر (به انگلیسی: MX Player) پخش کننده ویدئو جهانی است که توسط J2 Interactive ساخته شده و متعلق به Times Internet بخش رسانه‌های دیجیتال گروه Tim است
MX Player یک دستگاه پخش ویدئو است که توسط شرکت J2 Interactive مستقر در کره جنوبی طراحی شده‌است. این ویژگی شتاب سخت‌افزاری پیشرفته و پشتیبانی از زیرنویس‌ها، قابلیت مشاهده آنلاین آفلاین را دارد.
در هند، MX Player دارای پایه مشترک بیش از ۳۵۰ میلیون است. همچنین دارای ۶۰۰ میلیون کاربر در سطح بین‌المللی است.